# Blitzen Benz
Blitzen Benz (нім. Blitzen Benz, у перекладі — «Блискавка-Бенц») — німецький перегоновий автомобіль, розроблений у 1909 році піонером автомобілебудування Карлом Бенцом, що встановив у 1911 році рекорд швидкості того часу у 228,1 км/год.
Всього було виготовлено 6 автомобілів Benz 200HP «Blitzen Benz», з яких до наших днів дожили лише два: один з них знаходиться в Німеччині у Музеї Мерседес-Бенц, а другий — у США в приватній колекції (з 2002 року).

## Історична довідка
Карл Бенц довгий час не піддавався віянням моди і байдуже ставився до автоспорту і перегонів, але бачачи, як його конкуренти роблять на швидкісних шоу гучну рекламу і тим самим витягують із цього комерційну вигоду, він приступив до розробки власного спортивного автомобіля. Взяв за основу створений у 1908 році перегоновий автомобіль Benz Grand-Prix, що розвив швидкість у 160 км/год, інженери компанії «Benz & Cie.» розпочали роботу над новим прототипом. Результатом їхньої роботи у 1909 році став автомобіль, що мав рядний 4-циліндровий двигун об'ємом 21,5 літри з діаметром поршнів у 185 мм та потужністю 200 кінських сил (звідси і назва «200HP») при 1600 об/хв. Максимальний крутний момент 353 Н·м розвивався при 1000 об/хв і передавався на задні колеса за допомогою ланцюгової передачі. Підвіска була типовою для того часу — залежна на листових напівеліптичних ресорах без амортизаторів. Гальма були механічні барабанні.
Автомобіль не підпадав під жодну класифікацію суворого регламенту європейських першостей, тому в компанії було ухвалене рішення відправити його до Сполучених Штатів, де були добротні прямі траси, та й публіка з величезною любов'ю ставилася до ефектних технічних новинок та перегонових видовищ. Саме так і почалася кар'єра Blitzen Benz (в англ. варіанті «Lightning Benz»). 9 листопада 1909 року на треку Брукландс відомий французький автогонщик Віктор Емері (англ. Victor Hemery), керуючи цим автомобілем, встановив рекорд із середньою швидкістю 202,7 кілометра на годину (126,0 миль на годину).
17 березня 1910 року на першому ж заїзді на Дейтона-Біч гонщик Барні Олдфілд без особливих зусиль показав публіці ще більшу швидкість — 211,97 км/год. Хоча на офіційному рівні рекорд не був зареєстрований, але через день американська преса поширила цю новину всім світом.
Автомобіль почав колесити країною та демонструвати нові стандарти швидкості та перемагати у різних змаганнях. Не маючи собі рівних, машина потрапила в немилість Американської автомобільної асоціації (англ. American Automobile Association), яка у 1910 році дискваліфікувала Барні Олдфідда. Однак замість нього за кермо автомобіля сів Боб Бурман. Саме йому доля надала можливість потрапити в історію — 23 квітня 1911 він встановив офіційно зареєстрований світовий рекорд швидкості — 228,1 км/год. Цей рекорд протримався до 1919 року, хоча на той час нові рекорди швидкості встановлювалися чи не щороку. Після такого приголомшливого успіху «Blitzen Benz» повернувся до Європи, де продовжував брати участь у різних змаганнях до середини 1930-х років.

## Галерея

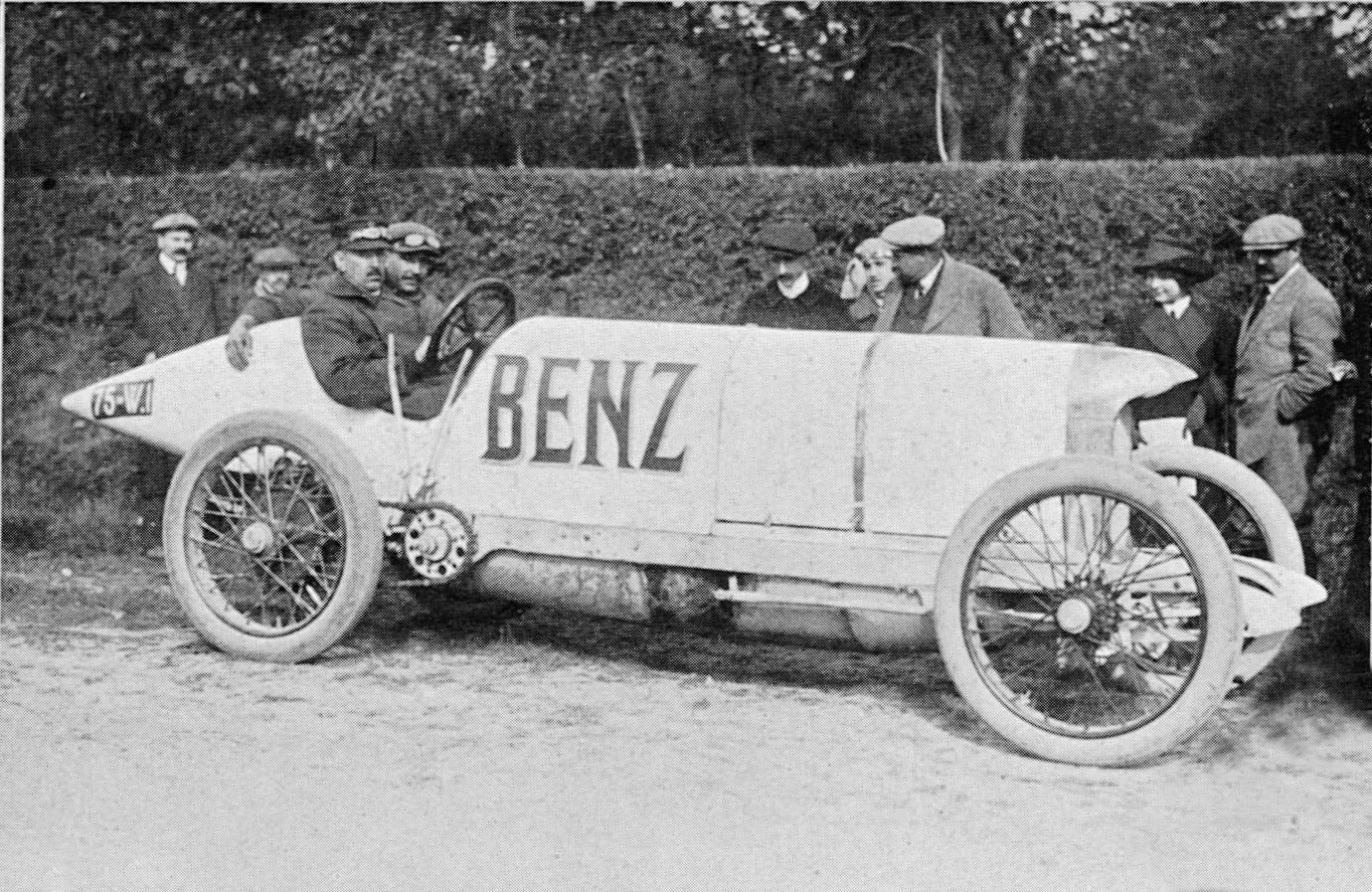
Blitzen Benz
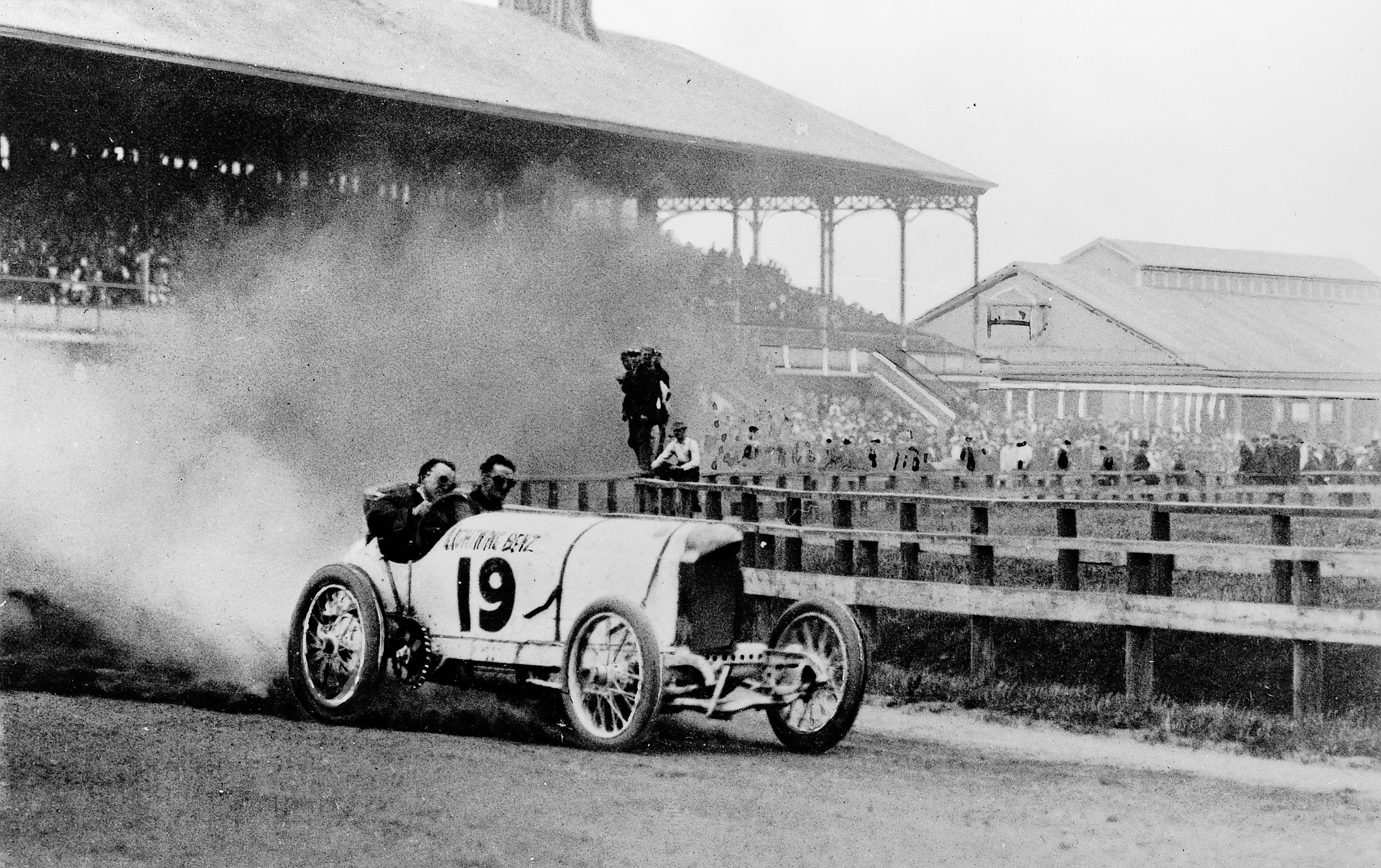
Blitzen Benz під час перегонів
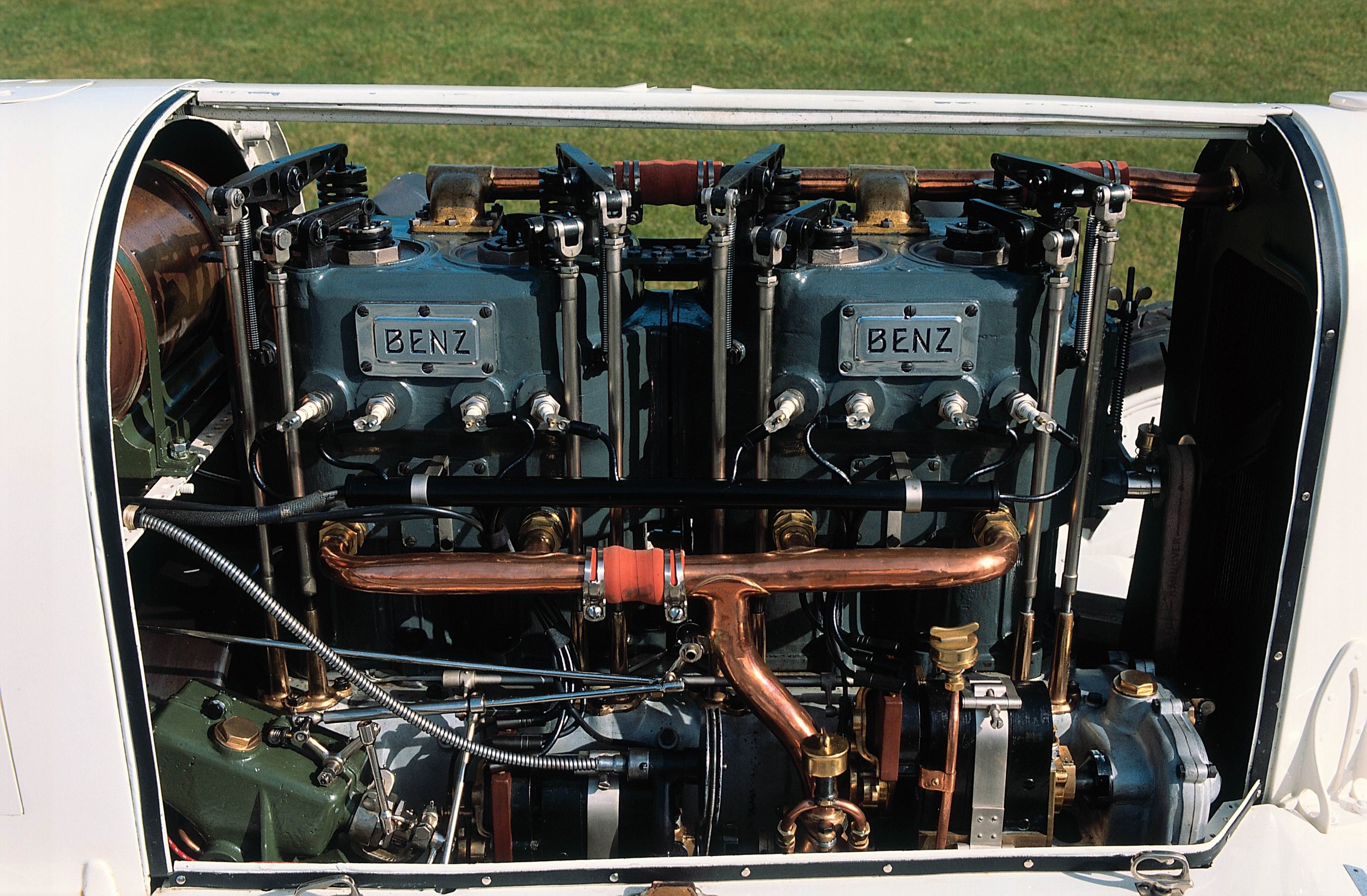
Двигун Blitzen Benz
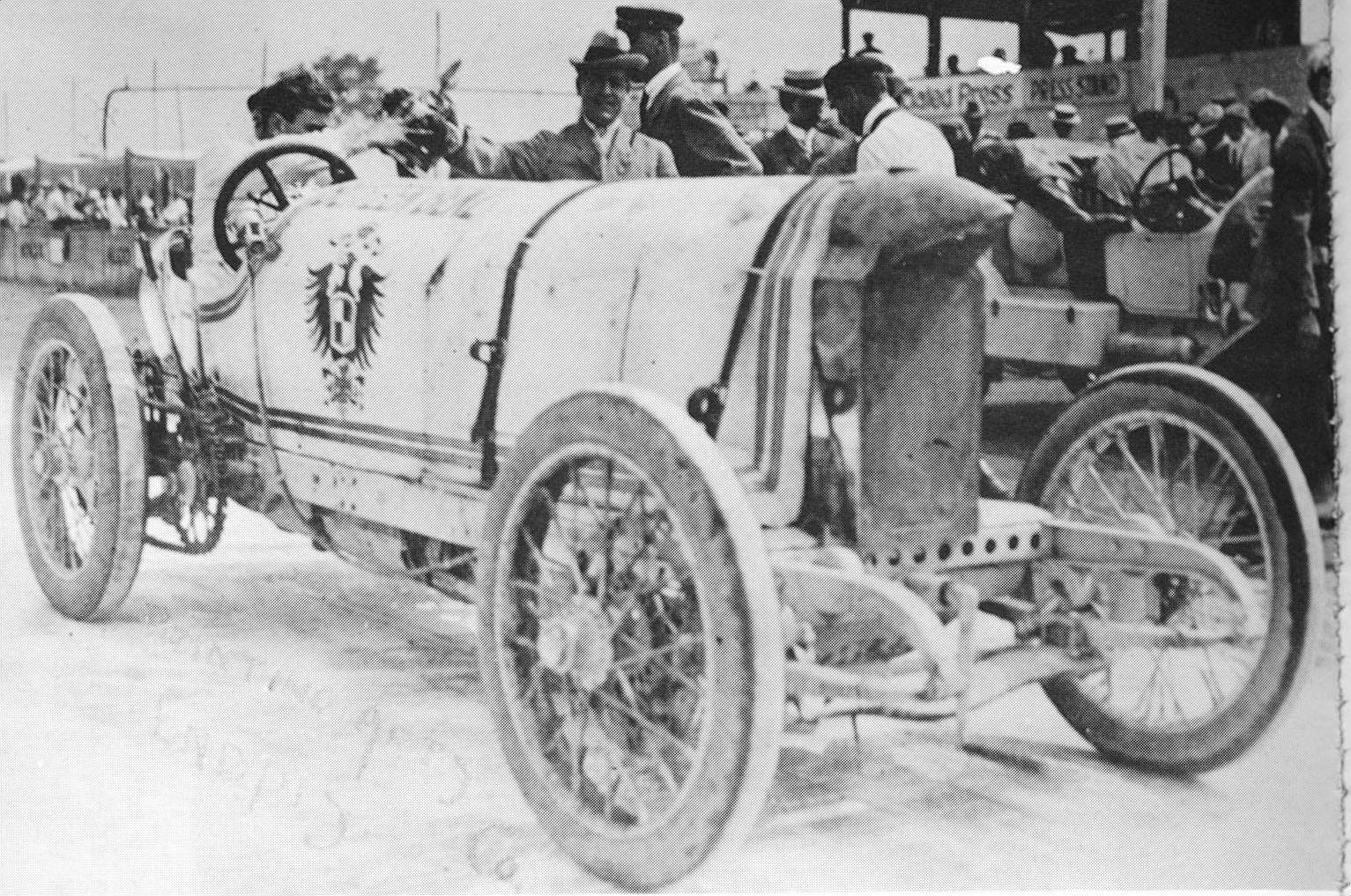
Blitzen Benz, 1910 рік
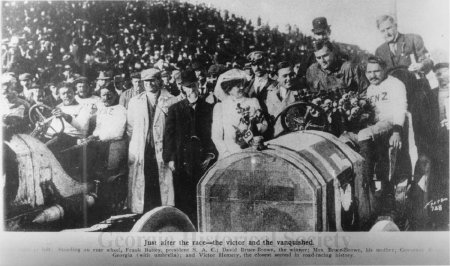
Девід Брюс-Браун і Blitzen Benz, 1910 рік
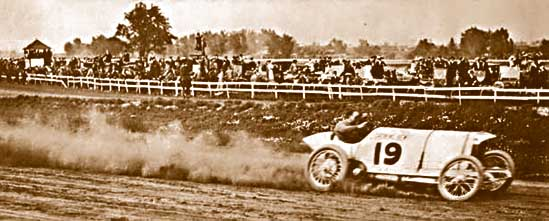
Blitzen Benz під час перегонів
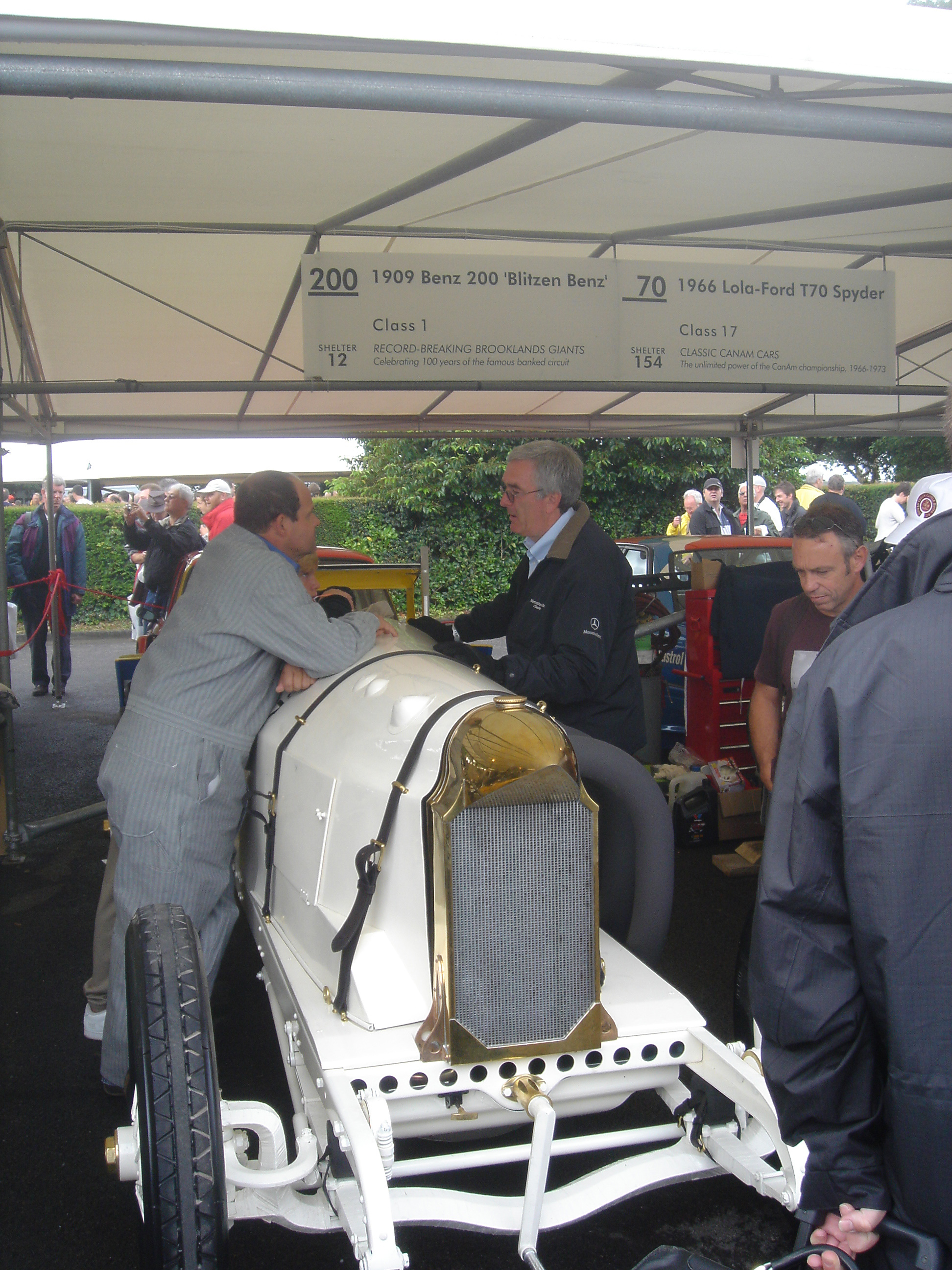
Blitzen Benz на фестивалі швидкості, 2007 рік